# Alexander Sørloth
Alexander Sørloth (Trondheim, 1995. december 5. –) norvég válogatott labdarúgó, a spanyol Atlético Madrid csatára.

## Pályafutása

### Klubcsapatokban

#### Rosenborg
Pályafutását a Strindheim, majd a Rosenborg utánpótlás-akadémiáján kezdte. Utóbbi csapatnál 2013 júliusában írt alá első profi szerződését. A felnőttek között a 2013–2014-es Európa-liga első selejtezőkörében mutatkozott be az északír Crusaders ellen az utolsó 12 percre csereként beállva. A norvég élvonalban 2014. július 20-án kapott először lehetőséget a Sogndal Fotball elleni bajnokin Alexander Søderlund cseréjeként.
A 2015-ös szezont a Bodø/Glimt csapatánál töltötte kölcsönben. Itt nemcsak csapat, hanem a liga legjobb játékosainak egyikévé vált, 26 bajnokin tizenhárom gólt szerezve és öt gólpasszt adva. Egy alkalommal, a Sarpsborg elleni bajnokin hatszor volt eredményes. A klubnál játszott utolsó mérkőzésén mesterhármast szerzett a Stabæk elleni bajnokin.

#### Groningen
2015 novemberében a holland első osztályú Groningen szerződtette 550 000 euró ellenében. Sørloth négy és fél évre szóló szerződést írt alá. Másfél idényt töltött Hollandiában, ahol 38 bajnokin lépett pályára és öt gólt szerzett.
2017. június 1-jén a dán Midtjylland játékosa lett. 2017 szeptemberében mesterhármast ért el a Hobro elleni bajnokin és a hónap játékosának is őt választották meg a ligában. Tizenöt alkalommal volt eredményes a szezonban.

#### Crystal Palace
2018. január 31-én szerződtette az angol Premier League-ben szereplő Crystal Palace. A londoni klub kilencmillió fontot fizetett érte. Február 10-én, az Everton elleni idegenbeli 3–1-es vereség alkalmával mutatkozott be a csapatban. Első gólját a Palce-ban augusztus 28-án lőtte a Ligakupában, a Swansea City csapatának.
2019. január 8-án a belga élnonalbeli KAA Gent került kölcsönbe a szezon hátralevő részére.
2019 nyarán újból kölcsönadta őt az angol klub, ezúttal a török első osztályú Trabzonspornak, két évre. Új csapatában az Európa-liga selejtezőjében mutatkozott be a prágai Slavia elleni mérkőzésen. 2020 márciusában mesterhármast lőtt a Kasımpaşa ellen 6–0-ra megnyert találkozón. 2020. július 5-én Sørloth lett a Trabzonspor legeredményesebb külföldi játékosa egyetlen szezont tekintve, megdöntve ezzel a klublegendának számító grúz Sota Arveladze rekordját. Huszonnégy góljával ő lett a török bajnokság 2019–2020-as idényének gólkirálya.

#### RB Leipzig
2020 szeptemberében, habár kölcsönszerződése még élt a török klubnál, a válogatott mérkőzéseit követően nem tért vissza a Besiktas ellen készülő csapathoz. 2020. szeptember 22-én húszmillió euró ellenében igazolt a RB Leipzig csapatához, miután a német klub a Crystal Palce-szal és a Trabzonsporral is megegyezett a klubváltás pénzügyi feltételeiről.

#### Real Sociedad
2021 augusztusában egy szezonra kölcsönbe került a spanyol Real Sociedad csapatához.

#### Villarreal
2023. július 25-én ötéves szerződést kötött a spanyol Villarreal együttesével.

#### Atlético Madrid
2024. augusztus 3-án az Atlético Madrid 2028. június 30-ig szerződtette.

### A válogatottban
A norvég válogatottban 2016-ban mutatkozott be. Huszonnégy mérkőzésen nyolc alkalommal volt eredményes a nemzeti csapatban 2020 szeptemberéig. 

## Családja
Édesapja, Gøran Sørloth szintén profi labdarúgó volt. Többszörös norvég válogatott, pályafutása során ő játszott a Rosenborgban is.

## Statisztika

### Klubcsapatokban
2023. június 4. szerint.
| Klub                       | Szezon         | Bajnokság      | Bajnokság     | Bajnokság | Országos kupa | Országos kupa | Ligakupa      | Ligakupa | Nemzetközi kupa | Nemzetközi kupa | Összesen      | Összesen |
| Klub                       | Szezon         | Bajnokság      | Pályára lépés | Gól       | Pályára lépés | Gól           | Pályára lépés | Gól      | Pályára lépés   | Gól             | Pályára lépés | Gól      |
| -------------------------- | -------------- | -------------- | ------------- | --------- | ------------- | ------------- | ------------- | -------- | --------------- | --------------- | ------------- | -------- |
| Rosenborg                  | 2013           | Tippeligaen    | 0             | 0         | 0             | 0             | —             | —        | 1               | 1               | 1             | 1        |
| Rosenborg                  | 2014           | Tippeligaen    | 6             | 0         | 0             | 0             | —             | —        | 3               | 0               | 9             | 0        |
| Rosenborg                  | Összesen       | Összesen       | 6             | 0         | 0             | 0             | —             | —        | 4               | 1               | 10            | 1        |
| Bodø/Glimt                 | 2015           | Tippeligaen    | 26            | 13        | 3             | 1             | —             | —        | —               | —               | 29            | 14       |
| Groningen                  | 2015–16        | Eredivisie     | 13            | 2         | 0             | 0             | —             | —        | 0               | 0               | 13            | 2        |
| Groningen                  | 2016–17        | Eredivisie     | 25            | 3         | 1             | 1             | —             | —        | 0               | 0               | 26            | 4        |
| Groningen                  | Összesen       | Összesen       | 38            | 5         | 1             | 1             | —\|           | —\|      | 0               | 0               | 39            | 6        |
| Midtjylland                | 2017–18        | Dán Szuperliga | 19            | 10        | 0             | 0             | —             | —        | 6               | 4               | 25            | 14       |
| Crystal Palace             | 2017–18        | Premier League | 4             | 0         | 0             | 0             | 0             | 0        | —               | —               | 4             | 0        |
| Crystal Palace             | 2018–19        | Premier League | 12            | 0         | 1             | 0             | 3             | 1        | —               | —               | 16            | 1        |
| Crystal Palace             | Összesen       | Összesen       | 16            | 0         | 1             | 0             | 3             | 1        | —\|             | —\|             | 20            | 1        |
| Gent (kölcsönben)          | 2018–19        | Jupiler League | 19            | 4         | 3             | 1             | —             | —        | —               | —               | 22            | 5        |
| Trabzonspor (kölcsönben)   | 2019–20        | Süper Lig      | 34            | 24        | 7             | 7             | —             | —        | 8               | 2               | 49            | 33       |
| RB Leipzig                 | 2020–21        | Bundesliga     | 29            | 5         | 4             | 0             | —             | —        | 4               | 1               | 37            | 6        |
| RB Leipzig                 | 2022–23        | Bundesliga     | 1             | 0         | 0             | 0             | —             | —        | 0               | 0               | 1             | 0        |
| RB Leipzig                 | Összesen       | Összesen       | 30            | 5         | 4             | 0             | 0             | 0        | 4               | 1               | 38            | 6        |
| Real Sociedad (kölcsönben) | 2021–22        | La Liga        | 33            | 4         | 4             | 2             | —             | —        | 7               | 2               | 44            | 8        |
| Real Sociedad (kölcsönben) | 2022–23        | La Liga        | 34            | 12        | 5             | 2             | —             | —        | 7               | 2               | 47            | 16       |
| Real Sociedad (kölcsönben) | Összesen       | Összesen       | 67            | 16        | 9             | 4             | 0             | 0        | 14              | 4               | 90            | 24       |
| Karrier összes             | Karrier összes | Karrier összes | 249           | 77        | 25            | 12            | 3             | 1        | 34              | 11              | 312           | 101      |

### A válogatottban
2023. június 20. szerint.
| Válogatott | Év       | Pályára lépés | Gól |
| ---------- | -------- | ------------- | --- |
| Norvégia   | 2016     | 7             | 1   |
| Norvégia   | 2017     | 5             | 0   |
| Norvégia   | 2018     | 5             | 1   |
| Norvégia   | 2019     | 5             | 4   |
| Norvégia   | 2020     | 5             | 3   |
| Norvégia   | 2021     | 9             | 3   |
| Norvégia   | 2022     | 9             | 4   |
| Norvégia   | 2023     | 4             | 1   |
| Összesen   | Összesen | 49            | 17  |

#### Góljai a válogatottban
| #  | Időpont             | Helyszín                                        | Ellenfél       | Gólok | Eredmény | Kiírás                                     |
| -- | ------------------- | ----------------------------------------------- | -------------- | ----- | -------- | ------------------------------------------ |
| 1  | 2016. június 1.     | Ullevaal Stadion, Oslo, Norvégia                | Izland         | 3–1   | 3–2      | Barátságos mérkőzés                        |
| 2  | 2018. június 2.     | Laugardalsvöllur, Reykjavík, Izland             | Izland         | 3–2   | 3–2      | Barátságos mérkőzés                        |
| 3  | 2019. október 15.   | Nemzeti Stadion, Bukarest, Románia              | Románia        | 1–1   | 1–1      | 2020-as EB-selejtező                       |
| 4  | 2019. november 15.  | Ullevaal Stadion, Oslo, Norvégia                | Feröer         | 3–0   | 4–0      | 2020-as EB-selejtező                       |
| 5  | 2019. november 15.  | Ullevaal Stadion, Oslo, Norvégia                | Feröer         | 4–0   | 4–0      | 2020-as EB-selejtező                       |
| 6  | 2019. november 18.  | Nemzeti Stadion, Ta’ Qali, Málta                | Málta          | 2–1   | 2–1      | 2020-as EB-selejtező                       |
| 7  | 2020. szeptember 7. | Windsor Park, Belfast, Észak-Írország           | Észak-Írország | 3–1   | 5–1      | 2020–2021-es UEFA Nemzetek Ligája (B liga) |
| 8  | 2020. szeptember 7. | Windsor Park, Belfast, Észak-Írország           | Észak-Írország | 4–1   | 5–1      | 2020–2021-es UEFA Nemzetek Ligája (B liga) |
| 9  | 2020. október 11.   | Ullevaal Stadion, Oslo, Norvégia                | Románia        | 2–0   | 4–0      | 2020–2021-es UEFA Nemzetek Ligája (B liga) |
| 10 | 2021. március 24.   | Victoria Stadion, Gibraltár                     | Gibraltár      | 1–0   | 3–0      | 2022-es VB-selejtező                       |
| 11 | 2021. március 30.   | Podgorica Városi Stadion, Podgorica, Montenegró | Montenegró     | 1–0   | 1–0      | 2022-es VB-selejtező                       |
| 12 | 2021. szeptember 7. | Ullevaal Stadion, Oslo, Norvégia                | Gibraltár      | 4–1   | 5–1      | 2022-es VB-selejtező                       |
| 13 | 2022. március 29.   | Ullevaal Stadion, Oslo, Norvégia                | Örményország   | 8–0   | 9–0      | Barátságos mérkőzés                        |
| 14 | 2022. március 29.   | Ullevaal Stadion, Oslo, Norvégia                | Örményország   | 9–0   | 9–0      | Barátságos mérkőzés                        |
| 15 | 2022. június 12.    | Ullevaal Stadion, Oslo, Norvégia                | Svédország     | 3–1   | 3–2      | 2022–2023-as UEFA Nemzetek Ligája (B liga) |
| 16 | 2022. november 20.  | Ullevaal Stadion, Oslo, Norvégia                | Finnország     | 1–1   | 1–1      | Barátságos mérkőzés                        |
| 17 | 2023. március 28.   | Batumi Stadion, Batumi, Grúzia                  | Grúzia         | 1–0   | 1–1      | 2024-es EB-selejtező                       |

## Sikerei, díjai
Midtjylland
- Dán Szuperliga
  - Bajnok (1): 2017–18

Trabzonspor
- Török Kupa
  - Győztes (1): 2019–20

Egyéni elismerései
- A török bajnokság gólkirálya: 2019–20 (24 góllal)
- A török kupa gólkirálya: 2019–20 (7 góllal)